# Puok
Puok es uno de los trece distritos que forman la provincia camboyana de Siem Riep, con una población estimada en marzo de 2008 de 112 882 habitantes. Está dividido en las siguientes  comunas (khum), que se muestran asimismo con población estimada de 2008:
- Doun Kaev 12,452
- Kaev Poar 6,236
- Kdei Run 3,989
- Khnat 9,144
- Lvea 9,838
- Mukh Paen 5,048
- Pou Treay 1,606
- Prey Chruk 8,162
- Puok 13,679
- Reul 13,296
- Samraong Yea 5,330
- Sasar Sdam 11,493
- Trei Nhoar 8,403
- Yeang 4,206[1]